# Rodrigo Baldasso da Costa
Rodrigo Baldasso da Costa, mais conhecido como Rodrigo (Lençóis Paulista, 27 de agosto de 1980), é um ex-futebolista brasileiro que atuava como zagueiro.

## Carreira

### Ponte Preta
Rodrigo começou sua carreira na Ponte Preta, onde jogou entre 2001 e 2003. 

### São Paulo
Em 2004, chegou ao São Paulo. Destacou-se pelo São Paulo, chegando, inclusive, a receber a Bola de Prata, por seu desempenho no Brasileirão daquele ano.

### Dínamo de Kiev
Em 2005, Rodrigo foi vendido para o Dínamo de Kiev, da Ucrânia. Em 2006, após ser especulado em clubes brasileiros, renovou seu vínculo com o clube de Kiev por mais 5 anos.

### Flamengo
No fim de 2007, Rodrigo foi emprestado pelo Dínamo ao Flamengo, para a disputa da temporada 2008.
Empolgados com uma possível zaga formada por Rodrigo e Fábio Luciano, os rubro-negros não chegaram a ver isso acontecer, uma vez que, já no Campeonato Carioca, Rodrigo veio a sofrer uma fratura no braço.
Afastado dos gramados, enquanto se recuperava, Rodrigo não teve participação ativa na conquista do título carioca, atuando por apenas 4 partidas.

### Retorno ao São Paulo
Pouco depois, terminado o Estadual carioca, o jogador foi transferido para o São Paulo. No tricolor paulista, Rodrigo reestreia no segundo semestre de 2008 ajudando o time na conquista do Campeonato Brasileiro, formando um trio com os zagueiros Miranda e André Dias que ficou 18 jogos invictos no segundo turno da competição e a segunda defesa menos vazada do campeonato com 36 gols sofridos. Em 2009, ele ficou 4 meses sem jogar, por ser diagnosticado com uma embolia pulmonar.Durante esse período, o vínculo do jogador havia se encerrado, mas o Tricolor do Morumbi conseguiu a renovação do empréstimo até o fim daquele ano.

### Grêmio
Em 11 de fevereiro de 2010, Rodrigo foi contratado pelo Grêmio. O zagueiro estreou pela equipe gaúcha no dia 3 de março de 2010, em partida contra o Avenida. O placar final foi de 3 a 1 e o zagueiro jogou os noventa minutos.
Em 11 de agosto de 2010, Rodrigo é dispensado pelo Grêmio e tem seu contrato rescindido. O motivo para tanto foram problemas internos no clube.

### Internacional
Um mês depois, em 14 de setembro de 2010, Rodrigo é anunciado como reforço para o time rival, o Internacional. Como atuou por mais de seis partidas pelo Grêmio no Brasileirão, o zagueiro reforçaria o time B que joga a Copa FGF, mas poderia ser inscrito na Copa do Mundo de Clubes da FIFA. Porém, o Inter e o Dínamo de Kiev não entraram em acordo com os valores contratuais pedidos e a negociação não se concretizou.
No dia 21 de outubro, Fernando Carvalho anuncia que o Dínamo de Kiev mandou a proposta de acordo com que o Internacional pagaria, e Rodrigo é de novo confirmado como reforço para a Copa do Mundo de Clubes da FIFA. Ele de fato foi inscrito na Copa do Mundo de Clubes da FIFA de 2010, porém a FIFA considerou a situação do zagueiro irregular, devido a ele ter acertado com o clube gaúcho após o fechamento da janela europeia, de fato, a CBF aceita este tipo de ação, mas a FIFA não concorda, para o lugar dele foi chamado o zagueiro Sorondo.
Rodrigo só começou a jogar pelo Inter em 2011, fazendo dupla de zaga com o capitão Bolívar. Foi campeão gaúcho no colorado, apesar de ter ficado de fora do último jogo das finais. Em 21 de junho de 2011, Rodrigo foi internado novamente com embolia pulmonar.Após ficar de fora dos treinamentos por mais de 3 meses, o zagueiro não jogou mais pelo Inter. 

### Vitória
No dia 11 de janeiro de 2012, Rodrigo foi anunciado como novo reforço do Vitória para a temporada. Durante o Campeonato Baiano, com a lesão de Gabriel Paulista, titular da posição, Rodrigo conseguiu uma sequência de partidas como titular. Agradando ao novo treinador Paulo César Carpegiani, Rodrigo permaneceu como titular, tornando-se por alguns jogos o capitão da equipe. Acabou perdendo espaço no segundo semestre, na boa campanha do Vitória na Série B. No dia 17 de outubro, foi anunciada a rescisão de contrato do clube com o zagueiro, finalizando sua passagem após nove meses desde a chegada ao rubro-negro baiano.

### Goiás
Em 3 de janeiro de 2013, Rodrigo se apresentou ao Goiás à temporada vindoura, assinando vínculo de um ano. Depois de más fases por Internacional, onde ainda foi acometido por uma embolia pulmonar, e Vitória, quando não conseguiu se firmar, o zagueiro espera voltar a viver dias melhores em Goiânia. Após reencontrar o bom futebol, Rodrigo pediu aumento salarial, sendo considerado "muito alto" pela diretoria esmeraldina, e acabou não renovando seu contrato com o Goiás.

### Vasco da Gama

#### 2014
Após não renovar seu contrato com o Goiás, Rodrigo acertou sua transferência para o Vasco da Gama por duas temporadas.Depois de seus primeiros jogos pelo clube, logo mostra a habilidade e tranquilidade que lhe renderam o apelido de Xerife e o título de melhor zagueiro do Campeonato Brasileiro 2013, experiente e bom no jogo aéreo defensivo e perigoso no ofensivo, além de ótimo cobrador de faltas, já ganhou status de titular absoluto em São Januário, chega a final do Campeonato Carioca mas perde o título nos últimos minutos para o Flamengo com gol irregular de Márcio Araújo que o deixa muito chateado. Foi um dos jogadores mais importantes do clube na disputa da Série B, tendo feito 6 gols na competição número considerado alto para um zagueiro.

#### 2015
Começou 2015 como titular da equipe, e foi um dos pilares do time no campeonato carioca. Foi campeão carioca em 2015 pelo Vasco. Rodrigo foi chamado por muitos de jogador aposentado. No dia 20 de julho de 2015, Rodrigo renovou seu vínculo por mais dois anos com o clube da Colina. No dia cinco de Setembro levou um tapa de um  torcedor do Vasco, devido a má fase do time na competição.
Foi muito importante na arrancada que o Vasco deu na reta final do campeonato Brasileiro, quando a equipe se encontrava na ultima posição do campeonato com 13 pontos e 99% de chances de ser rebaixado. Mas o Vasco acabou rebaixado.

#### 2016
Em 2016 foi titular e capitão na campanha do Vasco no Bicampeonato Carioca de forma invicta, e foi entrou para a seleção do torneio no final da competição, como melhor zagueiro ao lado do companheiro de zaga Luan.
Participou da campanha do Vasco na disputa da série B 2016 onde o Gigante da Colina acabou em terceiro lugar e sofreu em algumas rodadas, mas no final acabou subindo para a Série A no ano seguinte.O 2016 foi marcado por Rodrigo ter supostamente se envolvido em brigas com seu técnico e alguns companheiros de equipe como o zagueiro Rafael Vaz que hoje defende o Goiás.

#### 2017
Fez seu primeiro gol na temporada, contra o Barcelona do Equador, na vitória do Vasco por 2 a 1. Partida válida pela Florida Cup 2017.
No empate em 2 a 2 contra o Macaé, Rodrigo marcou o seu gol de número 19 com a camisa cruzmaltina, igualando Dedé como maior zagueiro artilheiro da Colina, em partida válida pelo Campeonato Carioca. Se sagrou campeão da Taça Rio em cima do Botafogo. Após a chegada do técnico Milton Mendes para o comando da equipe cruzmaltina, Rodrigo acabou sendo sacado, o que gerou um conflito entre os dois. Com isso, Rodrigo entrou em conflito também com o então vice-presidente do clube, Euriquinho, filho do presidente Eurico Miranda e acertou sua saída do Vasco da Gama.

### Retorno à Ponte Preta
Após 14 anos, acertou seu retorno à Ponte Preta em maio de 2017. 

## Aposentadoria
Anunciou sua aposentadoria dos gramados em 27 de setembro de 2018, aos 38 anos. 

## Polêmicas

### Flamengo está morto
Após o Vasco vencer o Flamengo por 1 a 0 no Maracanã, se classificando para a final. Rodrigo provocou:
| “ | “O Flamengo tá morto, eu não vou falar do Flamengo, estão de férias.” | ” |

Depois o Vasco se sagrou campeão Carioca de 2015 sobre o Botafogo.

### Fred e Juninho Pernambucano
Na partida contra o Fluminense no Maracanã pelo Brasileirão, o Cruz Maltino venceu por 2 a 1, e Rodrigo se desentendeu com o atacante Fred.
| “ | "Tá aí um presentinho pra ele. Um cara que quando incomoda ele, não sabe jogar com um defensor como eu, que marca em cima, marca forte, ele se perde. (Rodrigo)" | ” |

Fred falou que Rodrigo estava aposentado, e que ele deveria aproveitar sua nova chance na carreira fazendo coisas boas no futebol. Depois da partida Rodrigo criticou Juninho Pernambucano: 
| “ | “Eu cobrei tiro de meta porque o goleiro não tava aguentando mais, eu cobro a falta porque o treinador determina. (Rodrigo)” | ” |

O zagueiro cruzmaltino contradiz a afirmação de Juninho sobre seu excesso de liderança.

### Guerrero
No clássico Vasco e Flamengo que ficou empatado em 1 a 1, provocou diversas vezes Paolo Guerrero. E chegou a apertar os mamilos do atacante Rubro Negro durante o clássico. Mais tarde Guerrero revidaria a provocação dando uma cotovelada no rosto de Rodrigo.

### Assistir pela televisão
Após o Vasco ganhar a vaga na final da Taça Rio em confronto de 0 a 0 contra o Flamengo, Rodrigo novamente provocou, e disse aos rubro-negros.
| “ | “Vão assistir de novo pela televisão.” | ” |

Depois disso o Vasco acabou sagrando-se campeão em cima do Botafogo por 2 a 0.

### Milton Mendes
No seu reencontro com seu ex-clube Vasco, se envolveu em mais uma polêmica, ao dar empurrões no técnico Milton Mendes, ao final da partida em Campinas que acabou 0 a 0. O técnico cruz maltino afirmou que Rodrigo estava com "dor de cotovelo" por causa de sua saída do Vasco. E o zagueiro respondeu para o repórter que contou sobre a declaração polêmica:
| “ | "Vocês estão de brincadeira. Minha história já fiz no Vasco. Sou um dos zagueiros artilheiros, tenho o maior respeito por essa camisa" | ” |

Rodrigo ainda levou um cartão amarelo nesse jogo.

### Dedada
Aos 20 minutos do primeiro tempo, quando a Ponte Preta já vencia por 2 a 0 e controlava o jogo, o veterano Rodrigo, em um momento de provocação com o atacante Tréllez do Vitória  explicitamente introduziu os dedos na reentrância das nádegas (famosa dedada na bunda) do atacante colombiano, por conta disso levou um cartão vermelho, que com um a menos, não suportou a pressão dos baianos, tomou a virada no segundo tempo e teve o rebaixamento decretado para a Série B de 2018. Ao final do jogo Rodrigo foi considerado o principal culpado pela queda da Ponte Preta em um jogo que foi manchado não só pelo dedo de Rodrigo, mas porque após o terceiro gol do Vitória a torcida pontepretana invadiu o campo e partiu pra violência.

## Títulos
São Paulo
- Campeonato Paulista:  2005
- Campeonato Brasileiro: 2008

Dínamo de Kiev
- Copa da Ucrânia: 2005 e 2009

Flamengo
- Campeonato Carioca: 2008

Grêmio
- Campeonato Gaúcho: 2010

Internacional
- Campeonato Gaúcho: 2011[37]

Goiás
- Campeonato Goiano: 2013

Vasco da Gama
- Campeonato Carioca: 2015 e 2016
- Taça Guanabara: 2016
- Taça Rio: 2017

### Outras Conquistas
Ponte Preta
- Troféu Brasil 500 anos da FPF: 2000
- Troféu Lance! Rei do Interior: 2000

São Paulo
- Troféu João Saldanha: 2008

## Prêmios Individuais
- Bola de Prata: 2004 e 2013
- Melhor Zagueiro do Gauchão: 2010
- Melhor Zagueiro do Carioca: 2014, 2015, 2016